# Hidegháború
A hidegháború (angolul: Cold War) sok nemzetközi feszültséggel járó korszak volt 1945 és 1990 között, amelyet a két szuperhatalom, az Amerikai Egyesült Államok és a Szovjetunió közötti folytonos rivalizálás jellemzett. A szó szoros értelmében vett háború nem tört ki a két ország között – a hidegháború a második világháború két nyertes nagyhatalmának ideológiai, kulturális, társadalmi, gazdasági, politikai összecsapásából állt. Ebben az időszakban vált kézzelfoghatóvá a nukleáris fenyegetés, és ekkor indult a fegyverkezési és az űrverseny is, a propaganda mellett. A hidegháború fogalma Walter Lippmanntól származik, továbbá ő mondta, hogy ez nem más, mint két vak dinoszaurusz viaskodása egy gödörben. Semmiképp sem hagyható azonban figyelmen kívül, hogy ez a háború csak az északi/nyugati országok számára volt hideg: az időszakot a harmadik világban több száz fegyveres konfliktus jellemezte (elsősorban a két szuperhatalom által támogatott polgárháborúk), összességében milliós nagyságrendű áldozatokkal.

## A szembenálló tömbök kialakulása (1945–1955)

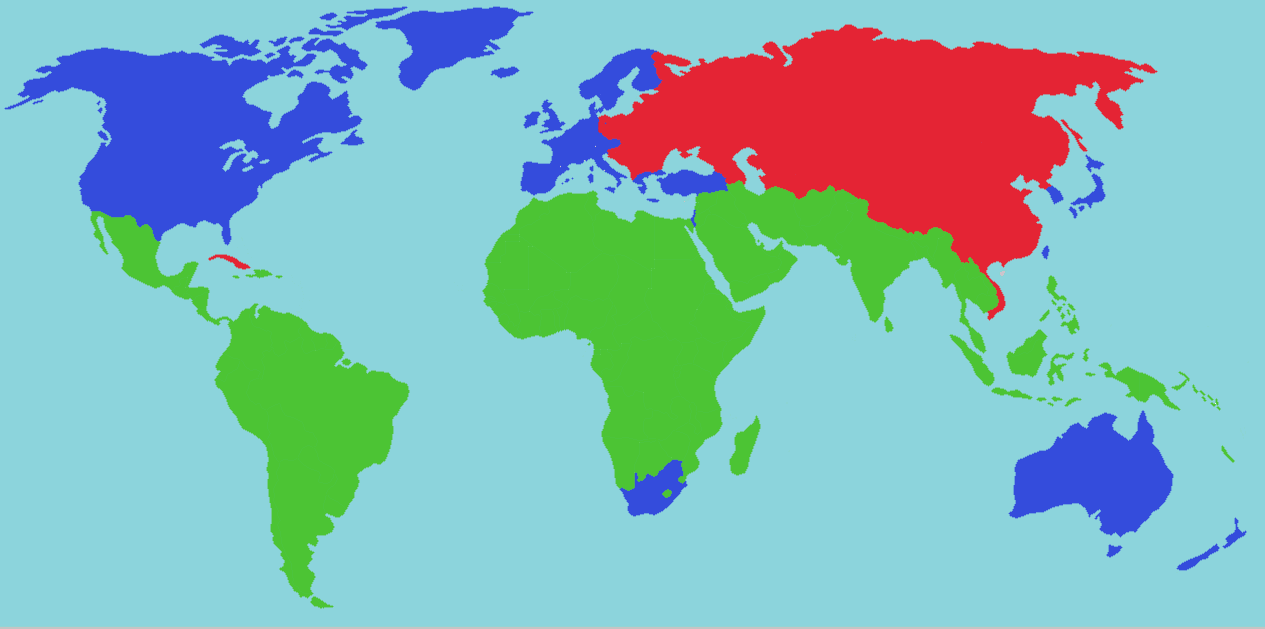
A hidegháború szembenálló feleinek eloszlása. A vörös a szovjet szövetségeseket, a kék az amerikai szövetségeseket jelöli. A zöld területek jelzik az ún. harmadik világot

A második világháború végére a két győztes nagyhatalom közötti egyre nehezebben tartható szövetség már nem tudott ellenállni a Szovjetunió és az Amerikai Egyesült Államok ellentétes ideológiáinak és nagyhatalmi rivalizálásának. Mindkét nagyhatalom a védelme alatt álló európai országokból egy-egy katonai szövetséget kovácsolt: nagyrészt nyugaton 1949-ben az Egyesült Államok vezetésével kialakult az Észak-atlanti Szerződés Szervezete, keleten pedig 1955-ben szovjet irányítás alatt a Varsói Szerződés.
Winston Churchill 1946 márciusában a Missouri állambeli Fultonban Harry S. Truman amerikai elnök szűkebb pátriájában tett szívességi látogatása során tartott híres beszédében kijelentette, hogy egy „Baltikumtól Adriáig tartó vasfüggöny hullott le Európára”. Ez azonban csak 1948 után lett igaz, amikor is a prágai puccs során a kommunisták Csehszlovákiában megragadták a hatalmat. A II. világháborúból gazdaságilag is győztesen, soha addig nem látott prosperitással előlépett Amerikai Egyesült Államoknak elemi érdeke fűződött az akkorra csúcstechnológiákat is megszerző, sőt atomhatalommá vált legnagyobb katonai erőnek – és főleg az ipari potenciál – gazdasági továbbvitele, ami a katonapolitikai vezetéstől az addigihoz képest változatlan, nagyléptékű ellenségképet kívánt meg az egész államgépezettől is. Ennek az érdeknek felelt meg a 40 éven keresztül a Szovjetunió felbomlásáig tartó hidegháborús állapot szakadatlan gerjesztése és fenntartása.
A szovjet befolyás alá került országokban – Német Demokratikus Köztársaság, Lengyelország, Csehszlovákia, Magyarország, Románia, Bulgária – először szovjetbarát kormányok alakultak. Ezt követően kiterjedt államosításokkal és földreformmal igyekeztek megnyerni a nincstelen rétegeket, miközben a közigazgatás „megtisztításával” gyengítették a nem kommunista erők bázisát. 1947 szeptemberében megalakult a Kominform (Kommunista és Munkáspártok Tájékoztató Irodája), amely irányította a kommunista pártokat. Sztálin politikai irányvonalát a kommunisták által dominált országok egységesen követték. Egyedül a Josip Broz Tito által vezetett Jugoszlávia került konfliktusba a Szovjetunióval. A kommunista pártok mindenütt beolvasztották a szociáldemokrata pártokat. A többi pártot felszámolták. Államosították a közép- és kisüzemeket is, tervutasításos rendszert vezettek be, s gyorsított iparosításba kezdtek. Kampányok kezdődtek a mezőgazdaság kollektivizálása érdekében, az „osztályidegenek” és az egyházak ellen.
Görögországban a kommunisták Jugoszlávia támogatásával tüzelték fel a polgárháborút; Franciaországban és Olaszországban a kommunista pártok jutottak választási győzelemhez. Mao Ce-tung vezetése alatt hamarosan Kína is a kommunizmus bástyájává vált. A vélt vagy valós szovjet fenyegetésre válaszul 1947-ben Harry S. Truman elnök meghirdette az úgynevezett Truman-doktrínát, azaz a kommunizmus feltartóztatását hirdető politikáját (containment), mivel véleménye szerint a háború utáni viszonyok táptalajul szolgáltak a kommunizmus terjedéséhez.
A kommunizmus nyugat-európai terjeszkedésének megakadályozására 1947-ben beindították a Marshall-tervet, amelynek keretén belül az Egyesült Államok mintegy 14 milliárd dolláros segéllyel kívánta újjáépíteni a háborúban lerombolt gazdaságokat. Az összes olyan ország elfogadta ezt a segélyt, ahol nem állomásozott a szovjet hadsereg. Az amerikai segély hatásai gyorsak és azonnaliak voltak: a francia kommunista párt például 1981-ig kikerült a kormányzásból.
Már 1947-ben megszületett a szovjetek válasza – a befolyásuk alá tartozó országokat egy egységes keleti blokká kovácsolták. Andrej Zsdanov és Nyikolaj Voznyeszenszkij megalkotta a „két világról” szóló doktrínát és kijelentette, hogy a kommunizmus és a kapitalizmus összecsapása elkerülhetetlen. A keleti tömb műszaki fejlődésének korlátozására 1947-ben a nyugati országok létrehozták a COCOM-listát.

## 1948–1953: a válságok kora

### A berlini blokád: 1948. május–1949. szeptember

A vasfüggöny, a térképen a fekete sáv kettéosztotta Európát. A halvány színű országok nem tagjai a NATO-nak.

Németország gyorsan a hidegháború közepén találta magát: a második világháború befejezése óta Franciaország, Nagy-Britannia, az Egyesült Államok és a Szovjetunió több megszállási övezetre osztotta fel. A szovjet zóna által körülvett Nyugat-Berlinbe légi úton, illetve autópályán és vasúton lehetett eljutni. 1948-ban a francia, a brit és az amerikai zónák egybeolvadtak és az elszabadult infláció megfékezésére bevezették ott az új német márkát. Sztálin a jaltai egyezmény ellenére Nyugat-Berlint is az irányítása alá szerette volna vonni, ezért a várost 1948. június 23-ától blokád alá vonta. Az amerikaiak egy hatalmas légihidat szerveztek meg a város ellátására, és a széntől az élelmiszerig minden szükséges anyagot a mazsolabombázók szállítottak Berlinbe. Kis híján egy éven keresztül óránként egy tucatnyi gép szállt le a város nyugati repülőterein. 1949. május 12-én Sztálin tudomásul vette a terv kudarcát és feloldotta a blokádot.
A blokád elsődleges következményeként az amerikai, francia és brit zónákból megalakult a Német Szövetségi Köztársaság, fővárosa pedig Bonn lett. A szovjet zónából lett a Német Demokratikus Köztársaság, melynek fővárosa Berlin volt. A két országot egy vasfüggöny választotta el, melyből később a berlini fal lett, ami a hidegháború egyik legismertebb szimbólumává vált.

### A Kínai Népköztársaság megalakulása: 1949. október 1.
Kínában az 1910-es évek óta tartott a Mao Ce-tung vezette kommunisták és a Csang Kaj-sek vezette Kuomintang polgárháborúja. A második világháború után az előbbieket a Szovjetunió, az utóbbiakat az Egyesült Államok támogatta. Az amerikai segély azonban elapadt, és 1949-re a Kínai Kommunista Párt szinte az egész országot irányítása alá vonta. Október elsején Pekingben kikiáltották a Kínai Népköztársaságot. Csang Kaj Sek Formosa szigetére menekült, ahol megalapította Tajvant, egy szakadár, különálló Kínát. A két Kína, akárcsak a két Németország, kölcsönösen nem ismerte el egymást.

### A koreai háború: 1950–1953
A koreai háború volt a hidegháború első fegyveres konfliktusa, 1950–1953 között zajlott a Koreai Népi Demokratikus Köztársaság (KNDK, Észak-Korea) és a Koreai Köztársaság (KK, Dél-Korea), illetve szövetségeseik, Kína és a Szovjetunió, illetve az USA között.

### Ideológiai háború
- Az Egyesült Államokban megjelenik a mccarthyzmus, az amerikai kormányt felforgató, valós és vélt kommunisták utáni boszorkányüldözés. A Rosenberg házaspár esete talán a leghíresebb: a házaspárt azzal gyanúsították, hogy a szovjeteknek átadták az atombomba titkát. Ethel és Julius Rosenberget halálra ítélték, majd kivégezték. Az eset Európa-szerte felháborodást váltott ki, ám a napjainkra megnyitott KGB-akták szerint a Rosenberg-házaspár csakugyan bűnös volt.
- A Szovjetunióban egymást követik az ideológiai kirakatperek – az ötvenes évek elején a „titóista banditák” elleni tisztogatás volt éppen napirenden.

## Békés egymás mellett élés és újabb krízisek: 1953–1962

### A békés egymás mellett élés

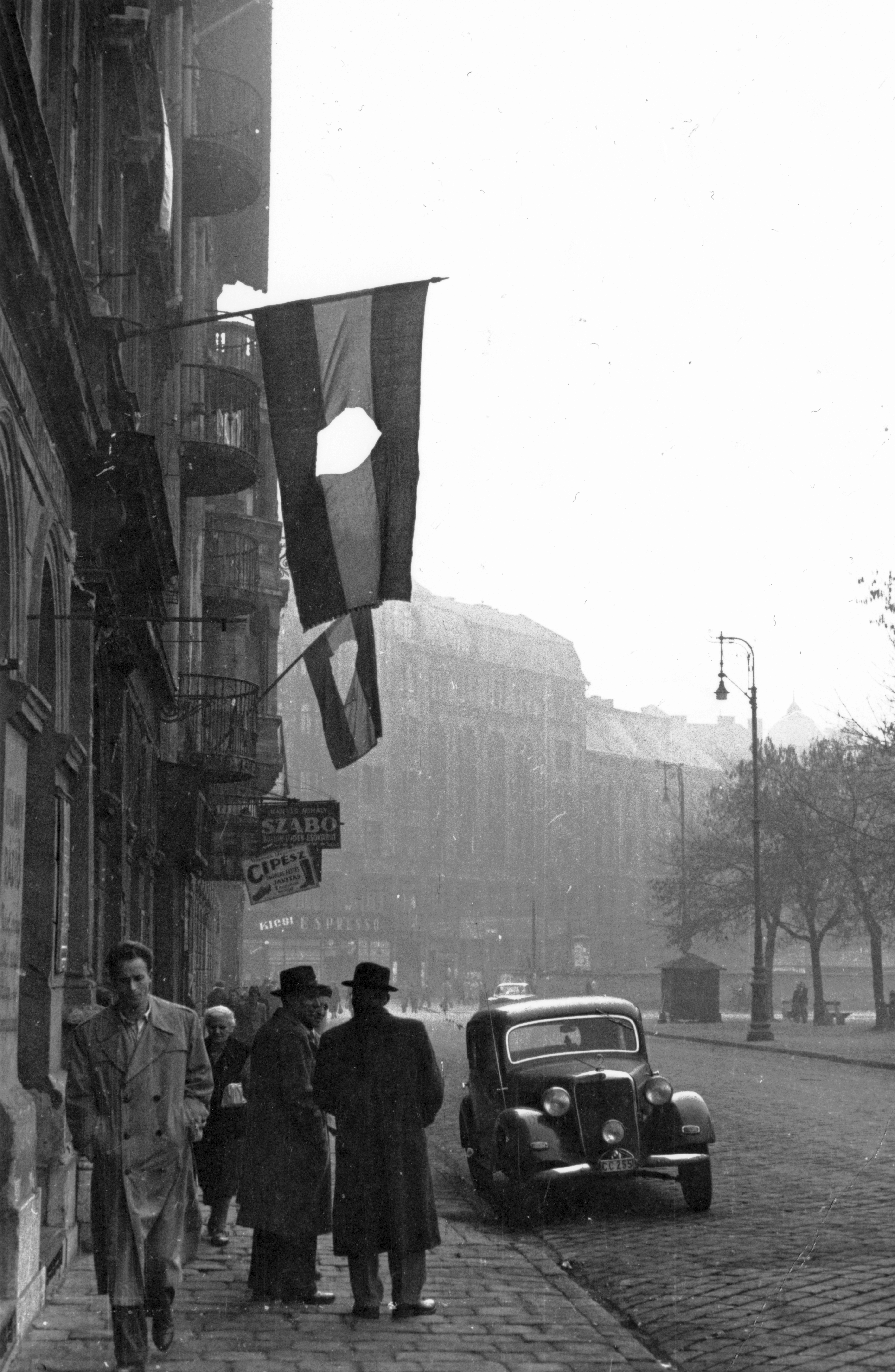
Lyukas zászlók Budapesten 1956 októberében

1953-ban Joszif Visszarionovics Sztálin meghalt. Utódja, Nyikita Szergejevics Hruscsov a Szovjet Kommunista Párt XX. kongresszusán elítélte Sztálin bűneit és a békés egymás mellett élés politikáját hirdette meg, amire a nyugati hatalmi tömb az enyhülés fogalmával reagált.
Bár hivatalosan a két nagyhatalom közvetlenül soha nem csapott össze, források szerint több száz amerikai felderítő repülőgépet lőttek le ebben az időszakban a szovjet légtérben. 1956 után az amerikaiak a Lockheed U–2 repülőgéppel több mint 20 000 méter magasság biztonságából figyelhették meg a szovjet ipari és katonai komplexumokat. 1960. május elsején azonban a később U–2 incidens néven híressé vált válság nyitányaként az egyik ilyen kémrepülőt a szovjet légvédelem lelőtte. A pilóta, Francis Gary Powers fogságba esett, majd egy jelentős sajtóvisszhangot kapott kirakatper keretén belül kémkedésért börtönre ítélték. Az amerikaiak ezután egyre modernebb kémrepülőket fejlesztettek ki, majd kémműholdakat is fellőttek az űrbe.
1956-ra újabb válságok alakulnak ki:
- az 1956-os magyar forradalom,
- a szuezi válság

### A kubai rakétaválság
A kubai rakétaválság a világot az atomháború szélére sodorta. 1952 tavaszától egyre több sikert értek el Fidel Castro gerillái, s végül 1959. január 2-án győztesen vonultak be Havannába, sikerült megdönteni Batista rendszerét. Hruscsov segítséget ajánl az ekkor még nem kommunista Castrónak. Időközben kubai emigránsok a CIA segítségével megpróbáltak visszatérni (Disznó-öböl), de az akció nem sikerül. A CIA nem adja fel, fantaszta tervek születnek Castro likvidálására (tuberkulózissal átitatott búvárruhát adnának rá, mivel szeret búvárkodni). Ennek következtében Castro elfogadja az orosz segítséget. 
1962-ben öt közepes hatósugarú szovjet rakétaezredet és négy motorizált lövészezredet telepítettek Kubába. Október 15-én egy U–2-ről lefényképezték a telephelyeket. Az amerikai kormány „héjákra” (dózeróljuk le Kubát) és „galambokra” (elég kisebb fenyítés) oszlott. Kennedy a galambok oldalán áll, és végül karantén mellett dönt, azaz blokád alá vette Kubát (előtte két nap határidővel). Követelte a rakéták kivonását, miközben 18 rakéta-robbanófej éppen úton volt Kuba felé.
Hruscsov kihátrált, nem akart háborút semmiképpen. Erről Kennedynek tudomása volt, mert az amerikai hírszerzés Oleg Penykovszkij KGB-ezredestől titkos információt kapott, az elnök így keményen léphetett fel. A rakétákat mindössze két héttel a telephelyek felfedezése után kivonták Kubából, Castro és Che Guevara ellenkezését figyelmen kívül hagyva. Az Amerikai Egyesült Államok 1962. november 20-án elismerte a kubai kormányt. Ezzel megdőlt a sokat hangoztatott Monroe-elv, és Kuba ott maradt „Amerika gyomrában”, egyetlen kommunista vezetésű államként. A titkos adatokat kiadó Penykovszkij ezredest 1963-ban a Szovjetunióban halálra ítélték és kivégezték.

### A vietnámi háború
A vietnámi háború 1959 és 1975 között szárazföldi háborúként Dél-Vietnám, valamint Kambodzsa és Laosz határ-menti területein, illetve légiháborúként Észak-Vietnám felett zajlott. A háború alapvetően a francia gyarmati hadsereg végső veresége után 1954-ben ideiglenesen kettéosztott Vietnám újraegyesítéséért folyt, amely során ideológiai alapon Kína és a Szovjetunió a kommunista Észak-Vietnámot, míg az USA Dél-Vietnámot támogatta. A két kommunista nagyhatalom a délkelet-ázsiai befolyásért egymással is versengett, az USA pedig a kommunizmus térnyerését próbálta megakadályozni a térség frissen függetlenné vált országaiban. A televízió közvetítette, arcvonal nélküli gerillaháború kegyetlensége, illetve a hadkötelezettséggel szembeni ellenállás az amerikai baloldali békemozgalmak megerősödéséhez vezetett. A háttérben folyamatosan zajlottak a nyílt és titkos tárgyalások a felek között, de évekig nem jutottak megegyezésre. Az USA próbálta a déli országrész függetlenségét elérni, de észak nem volt hajlandó engedni követeléséből, miszerint minden külföldi katona hagyja el az országot, szűnjön meg az ország kettéosztottsága és tartsanak választásokat, amit a zűrzavaros déli politikai helyzet miatt a kommunisták nagy valószínűséggel meg is nyertek volna. Az amerikai és az észak-vietnámi küldöttség végül a dél-vietnámi küldöttség tudta nélkül 1972-ben megállapodott. Az amerikai vezetés már 1968-ban eldöntötte, hogy kivonul a térségből, de mindezt a lehető legkisebb presztízsveszteséggel szerette volna elérni. A békeszerződés aláírása után az Egyesült Államok 1973-ban harcoló erőivel ki is vonult az országból, de továbbra is óriási katonai-anyagi támogatásban részesítette a dél-vietnámi rezsimet. Ennek ellenére Dél-Vietnám ereje megtört, az északiak a békeszerződést megszegve 1975-ben lerohanták Dél-Vietnámot, és elfoglalták a déli fővárost, Saigont, amit egy évre rá Ho Si Minh-városra neveztek át. A két ország 1976-ban Vietnámi Szocialista Köztársaság néven hivatalosan is egyesült.

### Megújult konfliktusok
- A Szovjetunió afganisztáni háborúja
- Hidegháborús fegyverkezési verseny – csillagháború / SDI

## A hidegháború vége
A hidegháború vége a berlini fal ledöntésével kezdődött 1989-ben, amihez számos világpolitikát meghatározó esemény kapcsolódott: 1990-ben újraegyesült a két Németország, az európai országok a demokrácia útjára léptek, a szovjet csapatok kivonultak Magyarországról és a Varsói Szerződés többi országából, majd 1991-ben széthullott a Szovjetunió. Az Egyesült Államok győztesként és egyetlen szuperhatalomként került ki belőle.
Történészek feladata tisztázni, milyen külső és belső tényezők vezettek a szovjet blokk összeomlásához. Ebben minden bizonnyal szerepet játszott a Szovjetunió és szatellitállamai gazdasági teljesítőképességének kudarca, a civil társadalom rendszerrel szembeni ideológiai kiábrándultsága, de elsősorban a keleti blokkra kényszerített fegyverkezési verseny, melyben alulmaradtak a gyengén teljesítő gazdaságaik. Tény, hogy számos meghatározó esemény, mint az 1973-as és 1979-es olajválság és annak világgazdaságra gyakorolt hatásai, a Szolidaritás szakszervezet megerősödése Lengyelországban, vagy a csernobili atomkatasztrófa mind hozzájárultak ahhoz, hogy a 20. század nyolcvanas éveinek végére a keleti blokk gazdasági és politikai ereje felmorzsolódjon és ezzel megszűnjön a kétpólusú világ.

## A hidegháború visszatérésének veszélyei
A 21. század elején a NATO és az újrafegyverkező Oroszország viszonya látványosan megromlott. A Szovjetunió összeomlása után a Borisz Jelcin vezette alapvetően gyenge működésű ország élére a 2000-es években a sokkal ambíciózusabb Vlagyimir Putyin került, aki új konfliktusokat szított. Az orosz–nyugati, valamint amerikai–orosz konfliktust (amelybe a 2010-es években bevonódott a régóta intenzíven fejlődő Kína is) számos politikai elemző és újságíró új hidegháborúként értékeli.

## Fordítás
Ez a szócikk részben vagy egészben  a   Guerre froide című francia Wikipédia-szócikk ezen változatának fordításán alapul.  Az eredeti cikk szerkesztőit annak laptörténete sorolja fel. Ez a jelzés csupán a megfogalmazás eredetét és a szerzői jogokat jelzi, nem szolgál a cikkben szereplő információk forrásmegjelöléseként.

### Magyarul
- Aczél Endre: Acélsodrony 50 I. – Az ötvenes évek, Park Kiadó, 2014, ISBN 9789633550328
- Aczél Endre: Acélsodrony – A hatvanas évek, Park Kiadó, 2010, ISBN 9789635309672
- Aczél Endre: Acélsodrony – A hetvenes évek, Park Kiadó, 2010, ISBN 9789635308989
- Aczél Endre: Acélsodrony – A nyolcvanas évek, Park Kiadó, 2011, ISBN 9789635308996
- Mezei Géza: Európa kettészakítása és a kétpólusú nemzetközi rend születése, Új Mandátum Könyvkiadó, 2001 ISBN 9799639336192
- John Lewis Gaddis: Most már tudjuk. A hidegháború történetének újraértékelése; ford. Kovács Attila; Európa, Bp., 2001 (Memoria mundi)
- Fischer Ferenc: A kétpólusú világ, 1945–1989. Tankönyv és atlasz; Dialóg Campus, Bp.–Pécs, 2005 (Dialóg Campus tankönyvek)
- Joël Kotek: Az ifjú gárda. A világ ifjúsága a KGB és a CIA között, 1917–1989; ford. Vajda Lőrinc; Nagyvilág, Bp., 2005
- Borhi László: Magyarország a hidegháborúban. A Szovjetunió és az Egyesült Államok között, 1945–1956; Corvina, Bp., 2005
- Romsics Gergely: A lehetetlen művészete. Diplomácia, erőegyensúly és vetélkedés a klasszikus realizmus elméletében; Osiris, Bp., 2009 (A külpolitika világa)
- John Lukacs: A második világháború öröksége; angolból ford. M. Nagy Miklós; Európa, Bp., 2011
- Vajda Barnabás: Egy szabad hang Kelet-Európában. A Szabad Európa Rádió tevékenységéről a hidegháború alatt; Nap, Dunaszerdahely, 2011 ISBN 9788081040412
- Maruzsa Zoltán: A német újrafegyverkezés és a hidegháború, 1945–1969. Összegzés és dokumentumok; L'Harmattan, Bp., 2012
- Harmat Árpád Péter: A hidegháború története (1947–1991) – Történelem Klub
- Anne Applebaum: Vasfüggöny. Kelet-Európa megtörése, 1944–1956; ford. Szabó Hedvig; Európa, Bp., 2014
- Toth Szilárd: A hidegháború története. Kultúra, propaganda és stratégiai politikák; Kolozsvári Egyetemi, Cluj-Napoca, 2014
- Vajda Barnabás: Hidegháború és európai integráció. Régi és új szempontok a 20. század második felének történeti értelmezéséhez; Selye János Egyetem Tanárképző Kara, Komárno, 2015 (Monographiae Comaromienses)
- Szabadság/harcosok. Hidegháborús írások. Válogatás a Commentary antikommunista írásaiból; vál. Joshua Muravchik, szerk. Békés Márton; Közép- és Kelet-európai Történelem és Társadalom Kutatásáért Közalapítvány, Bp., 2015
- Seress Ákos: A veszedelem színházai. Az amerikai dráma a hidegháború alatt; Kronosz, Pécs, 2016 (Színháztudományi kiskönyvtár)
- Deák János: A hidegháború évtizedeinek katonai doktrínái. Különös tekintettel Magyarország rendszerváltozás előtti katonapolitikájára; Dialóg Campus, Bp., 2017
- Németh István: A globális hidegháború. Béke az atombomba árnyékában. Dokumentumok; Atlantis-Centaur, Chicago, 2018
- A hidegháború könyve; ford. R. Kovács Anna; Ringier Axel Springer Magyarország Kft., Bp., 2019 (Bookazine bestseller)
- John Lewis Gaddis: A hidegháború; ford. Forgács Ildikó; Antall József Tudásközpont, Bp., 2020

## Kapcsolódó szócikk
- Izolacionizmus